# Ramellis Bücherrad

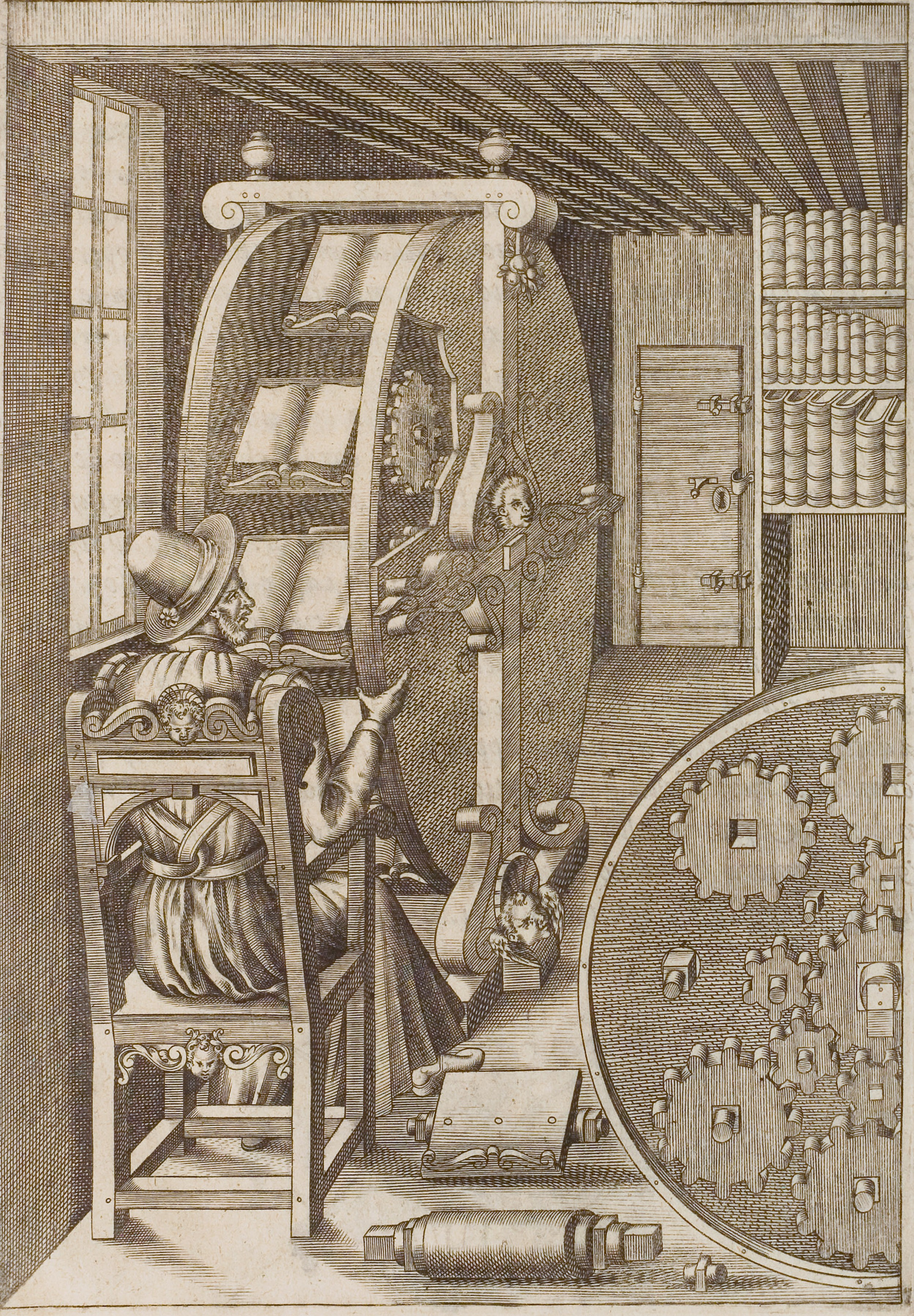
Ramellis Bücherrad aus dem 16. Jahrhundert

Ramellis Bücherrad ist eine Lesemaschine von Agostino Ramelli aus dem 16. Jahrhundert, die er in seinem Buch Le diverse et artificiose machine beschreibt. 
Es handelt sich dabei um ein rotierendes Lesepult, das das nicht-sequentielle Lesen von etwa zwölf Folianten erlaubt. Die einzelnen Bücher befinden sich auf jeweils eigenen Pulten, zwischen denen durch einen Drehmechanismus gewechselt werden kann, so dass die Bücher „nicht fallen, genau so liegen bleiben, wie sie hingelegt worden sind, sie bleiben immer im gleichen Zustand und wann immer der Leser es wünscht, erscheinen sie so, ohne dass sie irgendwie angebunden oder befestigt werden müssen“. 
Ob diese Art der Bücherbetrachtung jemals aktiv genutzt wurde, ist nicht bekannt. Eine Rekonstruktion eines ähnlichen Apparats findet sich in der Herzog August Bibliothek, Wolfenbüttel. Auch im Museum 'Altes Zollhaus' in Hitzacker befindet sich ein ähnliches Bücherrad. 2017 gab es gesamt 14 alte Bücherräder: in Gent, in Hamburg, Klosterneuburg, Krakau, Lambach, Leiden, Neapel (2), Paris, Prag (2), Puebla, Wernigerode und in Wolfenbüttel.

## Siehe auch

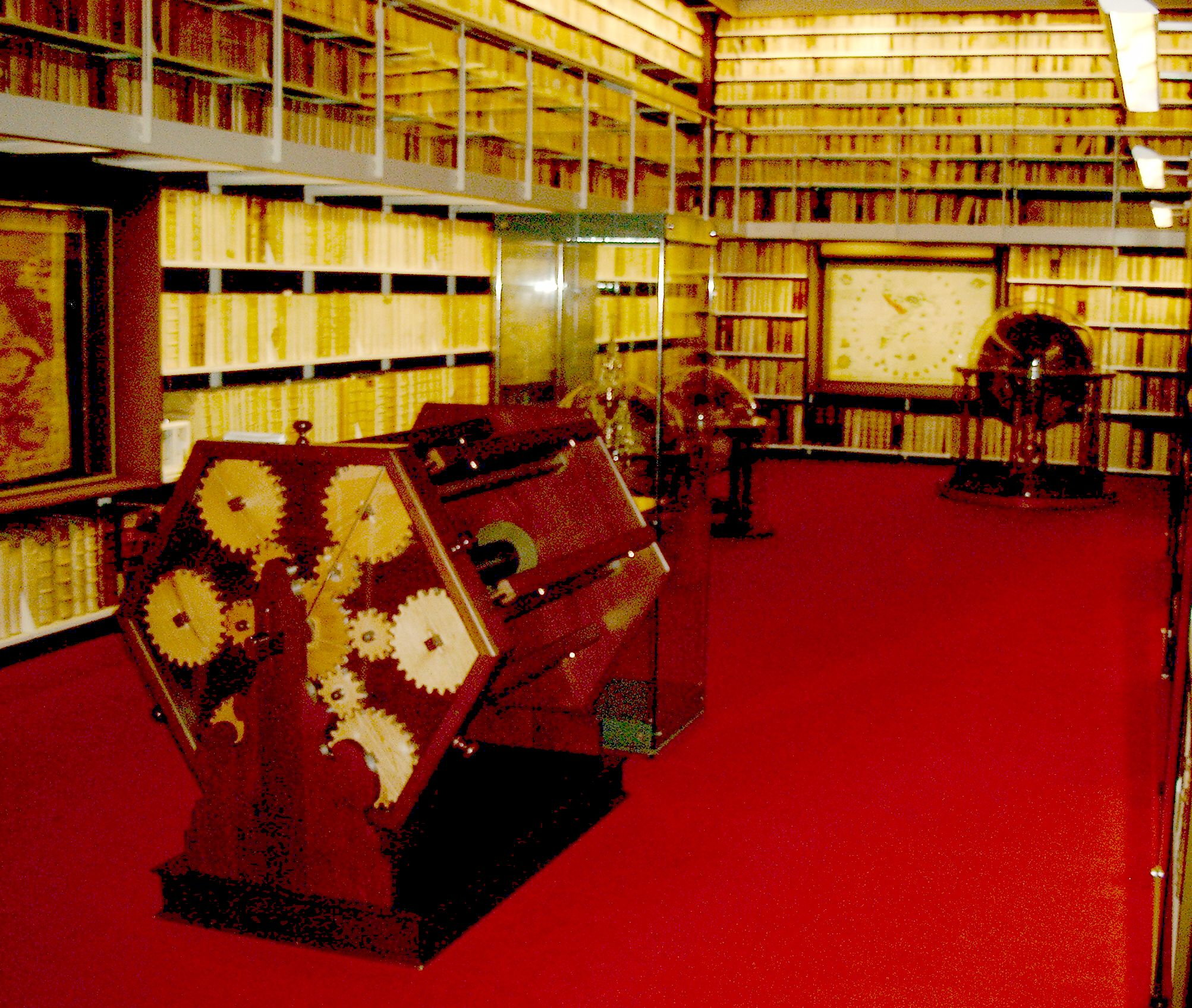
Rekonstruktion des Bücherrads von Herzog August in der HAB

## Literatur

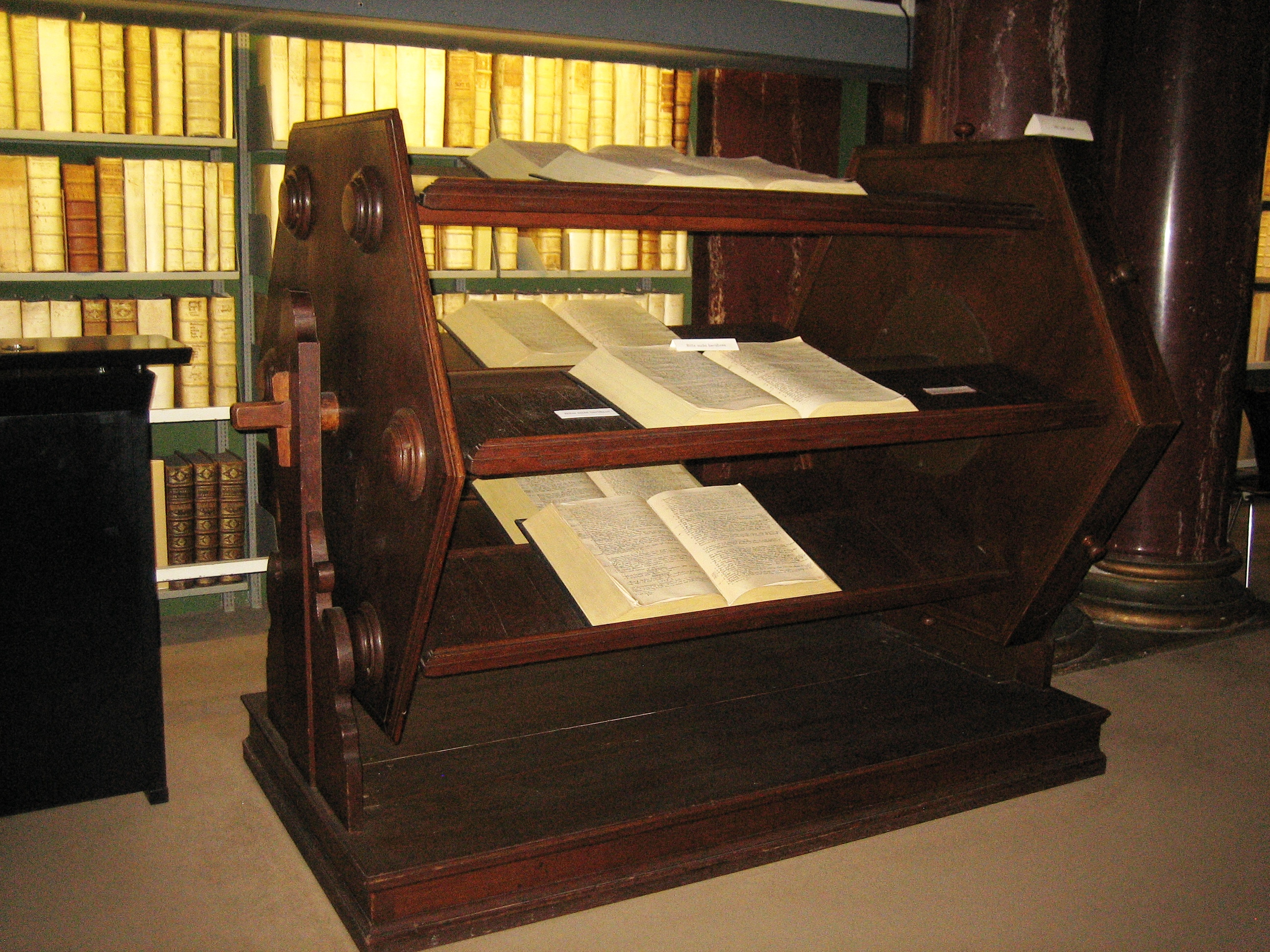
Orig. Bücherrad (c. 1625–1650) in der HAB